# 서울 화계사 대웅전
화계사대웅전(華溪寺大雄殿)은 서울특별시 강북구 수유동, 화계사에 있는 조선시대의 대웅전이다. 1985년 12월 5일 서울특별시의 유형문화재 제65호로 지정되었다...

## 개요
화계사 대웅전은 석가모니불을 주존으로 봉안한 화계사의 중심 건물이다. 화계사는 조선 중기 이후부터 지금의 자리에서 줄곧 명맥이 유지되어 왔기 때문에 화계사가 창건된 때로부터 대웅전은 있었을 것이지만, 현재의 건물은 흥선대원군의 시주로 조선 고종 3년에 다시 세워진 것이다.
이 대웅전은 정면 3칸·측면 3칸 규모이며, 지붕은 옆면이 여덟 팔(八)자 모양인 팔작지붕집이다. 지붕 처마를 받치면서 장식을 겸하는 공포가 기둥 위와 기둥 사이에도 있는 다포양식 건물이다. 화계사 대웅전은 내부 천장의 장식이나 기타 다른 건축부재의 장식들이 모두 조선 후기의 양식을 보여주고 있는 목조 건축물이다.
대웅전 내부에는 석가모니불을 중심으로 좌우에 관세음보살과 대세지보살이 봉안되어 있다. 이 삼존불상은 근래에 조성된 것이며, 원래 대웅전에 있던 불상은 훼손이 심하여 따로 보관하고 있다. 후불탱화는 1875년에 화산스님에 의하여 조성된 것이다. 그리고 대웅전의 편액 글씨는 조선 후기의 명필인 몽인 정학교의 필체로 단정하며, 주련의 글씨는 추사 김정희의 수제자인 신관호가 쓴 것이다.

## 같이 보기
- 화계사

## 참고 자료
- 서울 화계사 대웅전 - 국가유산청 국가유산포털